# Stenares irroratus
Stenares irroratus är en insektsart som beskrevs av Navás 1912. Stenares irroratus ingår i släktet Stenares och familjen myrlejonsländor. Inga underarter finns listade i Catalogue of Life.